# Paul Amar
Pour les articles homonymes, voir Amar.
Paul Amar, né le 11 janvier 1950 à Constantine (Algérie française), est un journaliste français.

## Biographie

### Famille et enfance
Paul est le fils de Charles Amar, cheminot de la Société nationale des chemins de fer français en Algérie et de Julie Zraïda Ghrenassia née à Constantine en 1911,, tous deux juifs, issus d'une famille juive d'Algérie. À l'âge de 11 ans, il est traumatisé par l'assassinat à Constantine de Cheikh Raymond, le chanteur le plus populaire d'Algérie : « Mes souvenirs d'enfance sont aussi ceux de la guerre d'Algérie et d'événements qui m'ont traumatisé. J'avais 10 ans lorsque j'ai assisté à la mort de Raymond Leyris, le papa de Suzy, la fiancée d'Enrico Macias. Mon père m'avait envoyé chercher du pain. En arrivant à la place Négrier, j'ai entendu deux coups de feu et j'ai vu un homme s'écrouler. Enrico et son frère Jean-Claude, arrivés avant moi, hurlaient de douleur».
Alors qu'il joue aux billes devant l'école Diderot de Constantine où il est inscrit, il échappe de peu à la mort : à la suite d'un attentat à la bombe effectué par un commando du F.L.N., son dos est criblé d'éclats et ruisselle de sang. Cet événement décide ses parents à quitter l'Algérie et c'est le 11 juillet 1961 que la famille Amar, qui a voyagé sur le Ville d'Alger, arrive à Marseille. Dès le lendemain, elle se retrouve à Lyon hébergée par l'oncle de Paul Amar. Son père l'inscrit en 6° dans un collège de Villeurbanne, puis il entre au lycée Berliet de Lyon.
En 2009, Paul Amar indique que ses parents étaient « juifs pratiquants », que « tout le ramène à la Méditerranée » et que s'il « devait mener un combat dans sa vie, cela serait le combat pour la paix au Proche-Orient ».

### Études et débuts professionnels
À 18 ans, il monte à Paris et vend des pull-overs sur les marchés pour payer ses études.
Diplômé du Centre de formation des journalistes (promotion 1971), Paul Amar commence sa carrière en 1971 à France Inter, comme correspondant de guerre à Phnom Penh, capitale du Cambodge, puis comme correspondant à Washington aux États-Unis.

## Carrière médiatique

### Chez France Télévision
En 1979, il rejoint Antenne 2 comme grand reporter, puis devient chef du service politique en 1983. 
À partir du 22 janvier 1990, il présente en solo le 19/20 sur FR3. On lui adjoint Élise Lucet à la co-présentation à partir du 12 mars 1990. Le président de France Télévision, Hervé Bourges, le propulse ensuite au 20h00 de France 2 à partir du 12 septembre 1992, en alternance avec Bruno Masure. 
Paul Amar est mis à pied après avoir animé, le 1er juin 1994, un débat entre Jean-Marie Le Pen et Bernard Tapie dans le cadre de la campagne précédant les élections européennes, au début duquel il avait proposé des gants de boxe rouges aux deux contradicteurs et déposé un sac de la marque Décathlon, visible à l'écran. Contraint selon lui à ce débat par Jean-Pierre Elkabbach, alors président de France Télévisions, Paul Amar estimait que « ce débat ne pouvait être qu'un pugilat entre les deux hommes ». Les deux politiciens sont courroucés d'être « comparés à des pantins » et Elkabbach le renvoie « pour des raisons d'éthique et de déontologie ». Paul Amar estime pour sa part « avoir subi des pressions de Jean-Pierre Elkabbach pour quitter le 20 heures bien avant » le débat litigieux, le président de France Télévisions semblant souhaiter intervenir dans le choix des invités politiques du Journal en vue de favoriser le futur candidat à la présidentielle Édouard Balladur et lui reprochant sa trop grande influence au sein de la rédaction. À la fin de son dernier JT le 31 juillet 1994, Paul Amar glisse un tacle subtil à sa hiérarchie en annonçant le film Van Gogh que la chaîne doit diffuser le soir même, dont « la passion et le regard sur le monde ont survécu à l'aveuglement et parfois la malveillance à son égard ». 
Il revient ensuite sur France 2 avec le même concept sous le titre D'un monde à l'autre le lundi soir de 1997 à 1999, puis anime Dimanche Midi Amar (DMA) du 17 octobre 1999 au 17 juin 2001.
En 2001, il rejoint La Cinquième (devenue France 5), pour animer le magazine On aura tout lu
.Il lance et produit à la rentrée 2004, Les 109 puis reprenant l'un de ses anciens titres, D'un monde à l'autre. Il crée ensuite États Généraux, de septembre 2005 à juin 2007.
Depuis septembre 2007, Paul Amar présente Revu et corrigé chaque semaine sur France 5, succédant ainsi à Daniel Schneidermann et Arrêt sur images,. Ce dernier a annoncé ironiquement sur son blog « la création d’un Observatoire international de Paul Amar (OIPA) », estimant que Paul Amar n'avait « pas compris la différence entre parler des médias, et parler de l’actualité »,, tandis que l'intéressé dément succéder à Daniel Schneidermann : « d'ailleurs il est irremplaçable… Lui, c’était le traitement de l’actualité vu par la télé, moi, je m’intéresserai aussi à l’actu, je n’aurai pas l’œil rivé sur la télévision, je ne serai pas nombriliste. »
À la rentrée 2012, après cinq saisons, l'émission Revu et corrigé est remplacée par 19 H Paul Amar : Paul Amar entend ainsi continuer à « analyser l’actualité de la semaine mais s'intéresser également à ses répercussions dans l’opinion ». L'émission prend fin en juin 2013.

### Chez Paris Première et TF1
Paul Amar rejoint la chaîne Paris Première pour animer le 20h Paris Première (un magazine culturel). Il présente Le Monde de Léa du 17 septembre 1996 au 17 juin 1997, un débat sur TF1. Puis, de 1999 à 2004, il revient sur Paris Première pour interviewer chaque semaine pendant cinquante-deux minutes une personnalité dans Recto-Verso, produite par 17 juin média, ce qui lui vaudra un 7 d'or en novembre 2001.

### Chez I24News et RCJ
En 2015, il devient directeur de l'information de i24News. Il présente du dimanche au vendredi à 19 heures (heure française) l'émission Paris/Jaffa, en direct des studios de Jaffa-Tel Aviv. Il est remercié en mars 2017. Durant ses années au service de la chaîne de Patrick Drahi, il se défend d'avoir défendu les intérêts de l'Etat hébreux : « Non, je n’étais pas la "voix d’Israël".  […] Je me suis inscrit dans une logique journalistique en proposant une grille de lecture du conflit israélo-palestinien basée sur les faits, rien que les faits ».
En octobre 2021, il rejoint la radio juive RCJ, où il présente tous les vendredis de 12h à 13h Le grand rendez-vous ,,.

## Positionnements
Blast relève que Paul Amar relaye sur son compte X les publications de nombreuses figures de la droite ou de la droite radicale, telles que Jean Messiha (porte-parole d'Eric Zemmour), Frank Tapiro (fondateur de l'association pro-israélienne Diaspora Defense Forces), Bruno Attal (ex-syndicaliste policier d’extrême droite), Gilles-William Goldnadel (avocat proche d'Eric Zemmour), Christine Kelly (présentatrice officiant sur CNews) ou encore Florence Bergeaud-Blackler (universitaire controversée spécialiste des Frères Musulmans). 
Le même média observe par ailleurs que le journaliste cumule les « outrances répétées à l’égard de Jean-Luc Mélenchon et de la FI ». Au micro de RCJ en 2024, il déclare que « la gauche, la vraie, celle de Blum et Mendès, a volé en éclats, vampirisée, absorbée par une nouvelle peste brune antisémite, dite La France insoumise, oui insoumise aux valeurs républicaines mais soumise à l’oumma islamiste »’.
En mai 2025, le journaliste publie sur sa page X une vidéo dans laquelle il affirme que les massacres de Sétif, Guelma et Kherrata ayant provoqué plusieurs dizaines de milliers de morts côté algérien était une réponse de l'armée française à des « massacres antérieurs, ceux d’Européens ». Cette publication a été ensuite partagée par la sénatrice LR Valérie Boyer, connue pour ses tentatives de « réhabilitation de l’œuvre coloniale en Algérie » au sein du pouvoir législatif. Selon Blast, Paul Amar participe à la « légitimation des politiques coloniales, passées et présentes ».
En juin 2025, Paul Amar déclare sur le plateau de CNews que l'eurodéputée Rima Hassan : était une agente de la Syrie au temps de Bachar al-Assad. […] Depuis la chute de Bachar al-Assad, Rima Hassan s’est mise au service, ce sont des informations que je vous donne, au service de l’Algérie ».
Fin juillet 2025, dans l'une de ses « adresses au Président de la république Emmanuel Macron », le journaliste critique la volonté de ce dernier de vouloir reconnaître l'Etat palestinien.

## Vie privée
Paul Amar a trois enfants : Raphaël, Jérémie et Mélanie, influenceuse de la télé-réalité "Mélanight" née le 18 janvier 1994 à Paris. Il a trois frères et cinq sœurs[réf. souhaitée].
Paul Amar est un cousin éloigné du chanteur Enrico Macias, leurs grands-pères étaient cousins germains.

## Publications
- Paul Amar, Freud à l'Élysée ou les présidentiables dans le divan, Paris, Éditions Le pré aux clercs, 1988
- Paul Amar, Scènes de la vie de province, Paris, Éditions Flammarion, 8 janvier 1992, 191 p. (ISBN 2-08-066321-6)
- Paul Amar, Œil de verre, Paris, Éditions Flammarion, coll. « Fiction française », novembre 1994, 231 p. (ISBN 2-08-066938-9)
- Paul Amar, Blessures, Paris, Éditions Tallandier, août 2014, 287 p. (ISBN 979-10-210-0665-2)